# Karanemoura curvata
Karanemoura curvata (лат.) — ископаемый вид веснянок из семейства Perlariopseidae. Россия (Забайкальский край, Чита, Черновские Копи, 52.0° N, 113.2° E), меловые отложения (барремский ярус).

## Описание
Мелкие веснянки, длина переднего крыла 8,5 мм.
Вид Karanemoura curvata был впервые описан в 1998 году российским энтомологом Ниной Дмитриевной Синиченковой Архивная копия от 12 мая 2014 на Wayback Machine (Лаборатория артропод, Палеонтологический институт РАН, Москва) вместе с ископаемым видом Perlariopsis basalis и другими. Виды Karanemoura curvata, K. manca, K. appropinquata, K. brevis, K. abrupta, K. distalis, K. divaricata, K. perpropinqua, K. probata образуют ископаемый род Karanemoura Sinitshenkova, 1987.